# 平浩二 (ラグビー選手)
平 浩二（たいら こうじ、1983年1月12日 - ）は、日本の元ラグビー選手。現在ジャパンラグビーリーグワン東京サントリーサンゴリアスのスクール・アカデミースタッフを務めている。

## プロフィール
- 長崎県出身。
- ポジションはセンター(CTB)。
- 身長 185 cm、体重 96 kg

## 来歴
長崎南山高校で花園に出場。2年次には初出場の南山が前回王者啓光学園を破る番狂わせを演じ、話題となる。
同志社大学進学後もトップスピードからの突破を武器に成長を続け、主力センターとして活躍。
卒業後、サントリーに入社。2006-07シーズンには清宮克幸監督の元で主力として活躍、トップリーグ準優勝に貢献。
2007年には日本代表スコッドにも選ばれ、ラグビーワールドカップ2007最終メンバーにも名を連ねた。カナダ戦で同点コンバージョンに繋がるトライを決め、W杯連敗ストップに大きく貢献した。同チームでは珍しい社員契約のサラリーマン選手であり仕事ぶりが週刊誌に紹介された事がある。
2011年にもラグビーワールドカップ2011最終メンバーに名を連ねた。 なおワールドカップでは2試合に出場した。